# Pierre Vanek
Ne doit pas être confondu avec Pierre Vaneck.
Pierre Vanek, né le 9 décembre 1954 à Genève (originaire de la même ville), est une personnalité politique suisse du canton de Genève, membre de solidaritéS. Il est conseiller national de 2003 à 2007.

## Parcours politique
Pierre Vanek est élu au Grand Conseil genevois à cinq reprises (1993,1997, 2001 et 2013, 2018), ainsi qu'au Conseil national de 2003 à 2007.
Militant anti-nucléaire, il est président de l’association genevoise Contratom. 